# Mike Posner
Mike Posner (Detroit, 12 februari 1988) is een Amerikaans singer-songwriter en producer.

## Biografie
Posner werd geboren als zoon van een apotheker en een advocaat. Zijn vader is joods en zijn moeder is katholiek. Posner ging naar de Wylie E. Groves High School en studeerde af aan Duke University. Hij was een lid van de Sigma Nu Fraternity (Gamma Chapter).
Samen met Don Cannon en DJ Benzi bracht hij in maart 2009 vanuit zijn studentenkamer aan Duke University zijn eerste mixtape A matter of time uit. In juli 2009 tekende Posner bij het platenlabel J Records. Onder begeleiding van Clinton Sparks begonnen vervolgens de opnames voor zijn tweede mixtape, One foot out the door, die uitgebracht werd in oktober 2009.
Posners debuutalbum 31 minutes to takeoff verscheen op 10 augustus 2010. De eerste single van het album, Cooler than me, werd in verschillende landen een top 10-hit, waaronder in de Verenigde Staten, het Verenigd Koninkrijk, Australië en België. Posner trad die zomer op tijdens muziekfestivals als Bonnaroo en Warped Tour. De tweede single, Please don't go, was een bescheiden succes.
Eind 2015 bracht Posner het nummer I took a pill in Ibiza uit, dat dankzij een remixversie van SeeB uitgroeide tot een wereldhit. Het nummer behaalde vrijwel overal de top 10 en werd een nummer 1-hit in onder meer Nederland, België en het Verenigd Koninkrijk. In de Nederlandse Top 40 stond de single tien weken op de eerste plaats en werd het de grootste hit van 2016. Het nummer kwam te staan op Posners tweede album, getiteld At night, alone.
Zijn derde album, A real good kid, verscheen in januari 2019.

## Discografie

### Albums
| Album met eventuele hitnotering(en) in de Nederlandse Album Top 100 | Datum van verschijnen | Datum van binnenkomst | Hoogste positie | Aantal weken | Opmerkingen   |
| ------------------------------------------------------------------- | --------------------- | --------------------- | --------------- | ------------ | ------------- |
| A matter of time                                                    | 2009                  | -                     |                 |              | Mixtape       |
| One foot out the door                                               | 2009                  | -                     |                 |              | Mixtape       |
| 31 minutes to takeoff                                               | 10-08-2010            | -                     |                 |              |               |
| The layover                                                         | 2011                  | -                     |                 |              | Mixtape       |
| At night, alone                                                     | 06-05-2016            | -                     |                 |              |               |
| Mansionz                                                            | 24-03-2017            | -                     |                 |              | met Blackbear |
| A real good kid                                                     | 18-01-2019            | -                     |                 |              |               |

| Album met hitnotering(en) in de Vlaamse Ultratop 200 albums | Datum van verschijnen | Datum van binnenkomst | Hoogste positie | Aantal weken | Opmerkingen |
| ----------------------------------------------------------- | --------------------- | --------------------- | --------------- | ------------ | ----------- |
| At night, alone                                             | 2016                  | 14-05-2016            | 120             | 2            |             |

### Singles
| Single met eventuele hitnotering(en) in de Nederlandse Top 40 | Datum van verschijnen | Datum van binnenkomst | Hoogste positie | Aantal weken | Opmerkingen                                                      |
| ------------------------------------------------------------- | --------------------- | --------------------- | --------------- | ------------ | ---------------------------------------------------------------- |
| Cooler than me                                                | 14-06-2010            | 31-07-2010            | 23              | 10           | Nr. 29 in de Single Top 100                                      |
| Looks like sex                                                | 05-12-2011            | 21-01-2012            | tip11           | -            |                                                                  |
| I took a pill in Ibiza (SeeB remix)                           | 2015                  | 02-01-2016            | 1(10wk)         | 30           | Nr. 1 in de Single Top 100 / Alarmschijf / Hit van het jaar 2016 |
| Be as you are (Jordan XL remix)                               | 2016                  | 09-07-2016            | tip14           | -            |                                                                  |

| Single met hitnotering(en) in de Vlaamse Ultratop 50 | Datum van verschijnen | Datum van binnenkomst | Hoogste positie | Aantal weken | Opmerkingen                  |
| ---------------------------------------------------- | --------------------- | --------------------- | --------------- | ------------ | ---------------------------- |
| Cooler than me                                       | 2010                  | 21-08-2010            | 9               | 17           |                              |
| Please don't go                                      | 22-11-2010            | 25-12-2010            | tip13           | -            |                              |
| Looks like sex                                       | 2011                  | 17-12-2011            | tip2            | -            |                              |
| With Ur love                                         | 14-11-2011            | 11-02-2012            | tip11           | -            | met Cher Lloyd               |
| I took a pill in Ibiza (SeeB remix)                  | 2016                  | 27-02-2016            | 1(3wk)          | 28           |                              |
| Be as you are (Jordan XL remix)                      | 2016                  | 23-07-2016            | tip             | -            |                              |
| Remember I told you                                  | 2017                  | 10-06-2017            | tip             | -            | met Nick Jonas en Anne-Marie |
| Stuck in the middle                                  | 2018                  | 08-12-2018            | tip             | -            |                              |
| Move on                                              | 2019                  | 12-01-2019            | tip             | -            |                              |